# Mickelia
Mickelia, biljni rod iz porodice papratki Dryopteridaceae, dio potporodice Elaphoglossoideae. 
Pripadaju mu 10 vrsta u neotropima.

## Vrste
1. Mickelia bernoullii (Kuhn ex Christ) R. C. Moran, Labiak & Sundue
2. Mickelia furcata R. C. Moran, Labiak & Sundue
3. Mickelia guianensis (Aubl.) R. C. Moran, Labiak & Sundue
4. Mickelia hemiotis (Maxon) R. C. Moran, Labiak & Sundue
5. Mickelia lindigii (Mett.) R. C. Moran, Labiak & Sundue
6. Mickelia nicotianifolia (Sw.) R. C. Moran, Labiak & Sundue
7. Mickelia oligarchica (Baker) R. C. Moran, Labiak & Sundue
8. Mickelia pergamentacea (Maxon) R. C. Moran, Labiak & Sundue
9. Mickelia pradoi R. C. Moran, Labiak & Sundue
10. Mickelia scandens (Raddi) R. C. Moran, Labiak & Sundue
11. Mickelia × atrans R. C. Moran, Labiak & Sundue